# 그리스도의 레지오 수도회
그리스도의 레지오 수도회(라틴어: Congregatio Legionariorum Christi)는 가톨릭교회의 교황립 수도회로서, 그 구성원은 가톨릭 사제와 사제가 되기 위해 공부하는 신학생들로 이루어져 있다. 1941년 멕시코의 마르시알 마시엘 신부가 창립하였으며, 2005년 1월까지 수도회 총장을 지냈다. 그리스도의 레지오 수도회는 현재 대한민국을 포함하여 총 22개국에 진출해 있으며, 2010년 12월 31일 통계조사에 따르면 889명의 사제와 2,373명의 신학생이 회원으로 소속되어 있다.
그리스도의 레지오 수도회의 주요 활동분야는 교육과 젊은이 및 가정 사목 그리고 복음 전파와 사회 활동이다. 그리스도의 레지오 수도회원들 중에는 매스미디어 사업에 관여하는 회원들도 있으며, 교구 사제로 활동하는 회원들도 있다. 그리스도의 레지오 수도회는 교구장과 본당 사제들이 교구 사목을 하는데 도움과 지원을 보내는 등 지역 교회와의 적극적인 협동을 추구하고 있다.

## 같이 보기
- (영어) 그리스도의 레지오 수도회 총본부
- (한국어) 그리스도의 레지오 수도회 한국 관구